# Anholt Sogn
Anholt Sogn er et sogn i Norddjurs Provsti (Århus Stift). Sognet omfatter hele øen Anholt.
Anholt Sogn hørte til Djurs Nørre Herred i Randers Amt. Sognet blev en selvstændig sognekommune. Ved kommunalreformen i 1970 blev den indlemmet i Grenaa Kommune, som ved strukturreformen i 2007 indgik i Norddjurs Kommune.
I Anholt Sogn ligger Anholt Kirke, som er opført i 1818, da den ældre kirke var blevet ødelagt under den engelske besættelse.
I sognet findes følgende autoriserede stednavne:
- Anholt (areal, bebyggelse, ejerlav)
- Anholt By (bebyggelse, ejerlav)
- Blåbjerg (areal)
- Kirkebjerg (areal)
- Nordstrand Klit (areal)
- Pakhusbugten (vandareal)
- Skejnæs Hage (areal)
- Slusen (vandareal)
- Sælhøje (areal)
- Sønderbjerg (areal)
- Totten (areal)
- Ørehage (areal)
- Ørkenen (areal)